# Franz Dröge
Franz Dröge (* 1. November 1937 in Münster; † 14. September 2002 in Bremen) war ein deutscher Kommunikationswissenschaftler und Kneipenforscher.

## Leben
Dröge wuchs im Sauerland auf als Sohn eines katholischen Lokomotivführers. Nach dem Abbruch seiner gymnasialen Ausbildung machte er eine Lehre als technischer Zeichner. 1960 begann er ein Studium der Publizistikwissenschaft an der Universität Münster. Dort war er von 1961 bis 1965 als Studentische Hilfskraft am Institut für Publizistik tätig. 1965 dissertierte er bei Henk Prakke und übernahm anschließend die Leitung der Abteilung für empirische Kommunikationsforschung am Institut.
Ab 1968 war Dröge Stipendiat des Landes Nordrhein-Westfalen zur Förderung des Hochschullehrernachwuchses. 1968 heiratete er Ilse Modelmog. 1969 erhielt er ein Habilitationsstipendium der Deutschen Forschungsgemeinschaft. 1970 wurde er zum außerplanmäßigen Professor in Münster ernannt und 1971 erhielt er den Lehrstuhl für Kommunikationsforschung (unter besonderer Berücksichtigung der publizistischen Medien) im Bereich Kommunikation/Ästhetik an der Universität Bremen.

## Schriften (Auswahl)
- Publizistik und Vorurteil. Münster 1967 (Dissertation).
- Wirkungen der Massenkommunikation. Münster 1969 (gemeinsam mit Rainer Weissenborn und Henning Haft).
- Der zerredete Widerstand. Zur Soziologie und Publizistik des Gerüchts im 2. Weltkrieg. Düsseldorf 1970 (Habilitation).
- Wissen ohne Bewußtsein. Materialien zur Medienanalyse der Bundesrepublik Deutschland. Unter Mitarbeit von Ilse Modelmog. Frankfurt/Main 1972.
- Die Kneipe. Zur Soziologie einer Kulturform oder „Zwei Halbe auf mich!“. Frankfurt/Main 1987 (mit Thomas Krämer-Badoni).
- Der Medien-Prozeß. Zur Struktur innerer Errungenschaften der bürgerlichen Gesellschaft. Opladen 1991 (mit Gerd G. Kopper).